# Pyhra (Dolna Austria)
Pyhra – gmina targowa w Austrii, w kraju związkowym Dolna Austria, w powiecie St. Pölten-Land. Liczy 3 429 mieszkańców (1 stycznia 2014).